# Casa natale di Amedeo Modigliani
La casa natale di Amedeo Modigliani si trova a Livorno, in via Roma numero 38, non distante dalla centrale piazza Attias. Qui, il 12 luglio 1884, nacque il celebre pittore labronico, quarto figlio di una famiglia appartenente alla numerosa comunità ebraica di Livorno.
Si tratta di una semplice palazzina ottocentesca su tre piani fuori terra. L'appartamento al primo piano, al cui interno è stato ricostruito l'arredamento dell'epoca, ospita una documentazione sulla vita di Modigliani (proveniente anche dagli Archives Légales di Parigi), come fotografie, documenti autografi.
L'esposizione, curata dalla famiglia Guastalla, ripercorre la vicenda artistica e umana del grande artista livornese, protagonista delle avanguardie artistiche del primo Novecento.
Sono inoltre organizzate, conferenze su argomenti artistici vari, con l'intento di incentivare gli studi su Amedeo Modigliani e sugli artisti con i quali lo stesso fu a più stretto contatto, diffondendo così la conoscenza della sua opera.
L'appartamento, posto al primo piano, è visitabile su appuntamento.

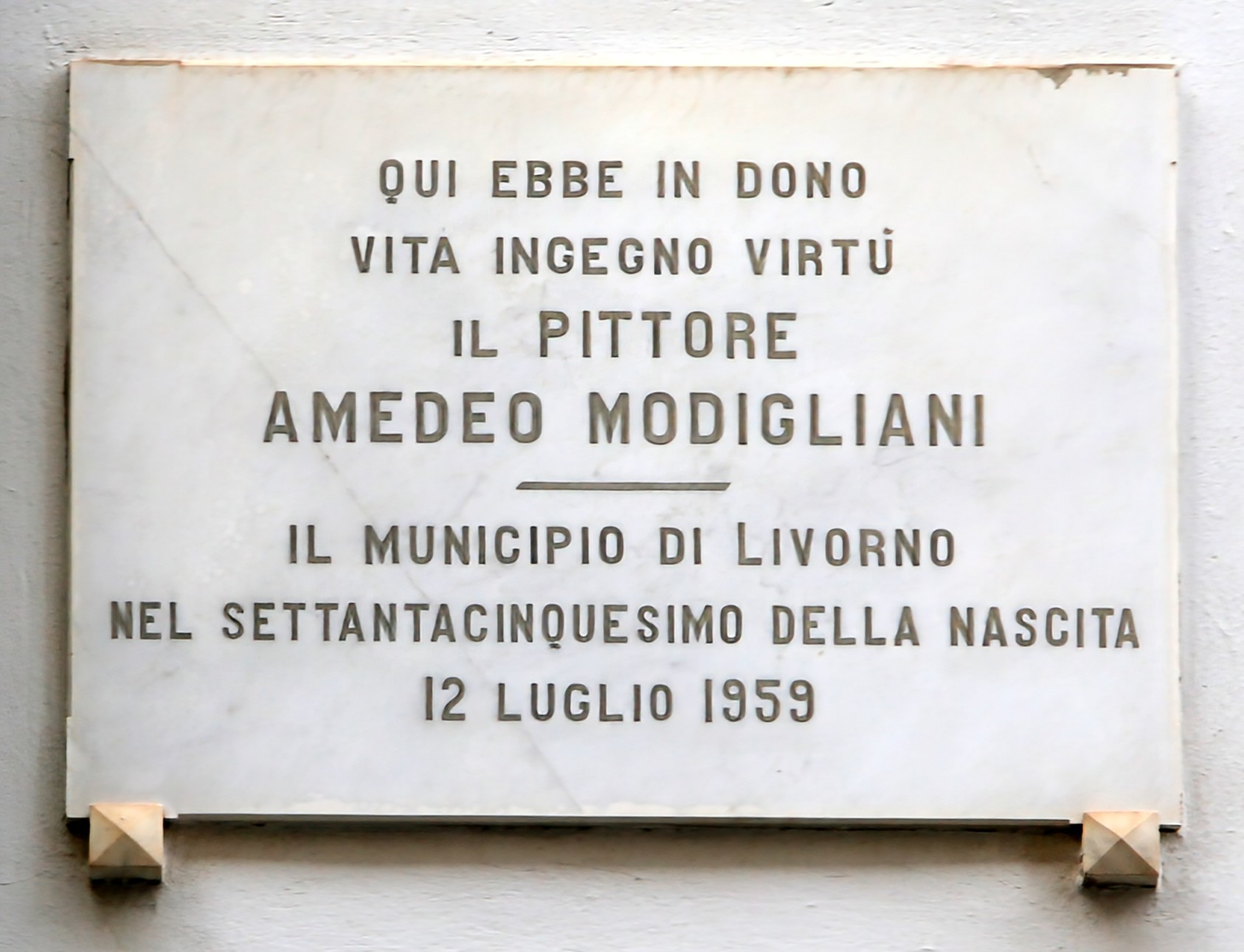
La lapide all'esterno
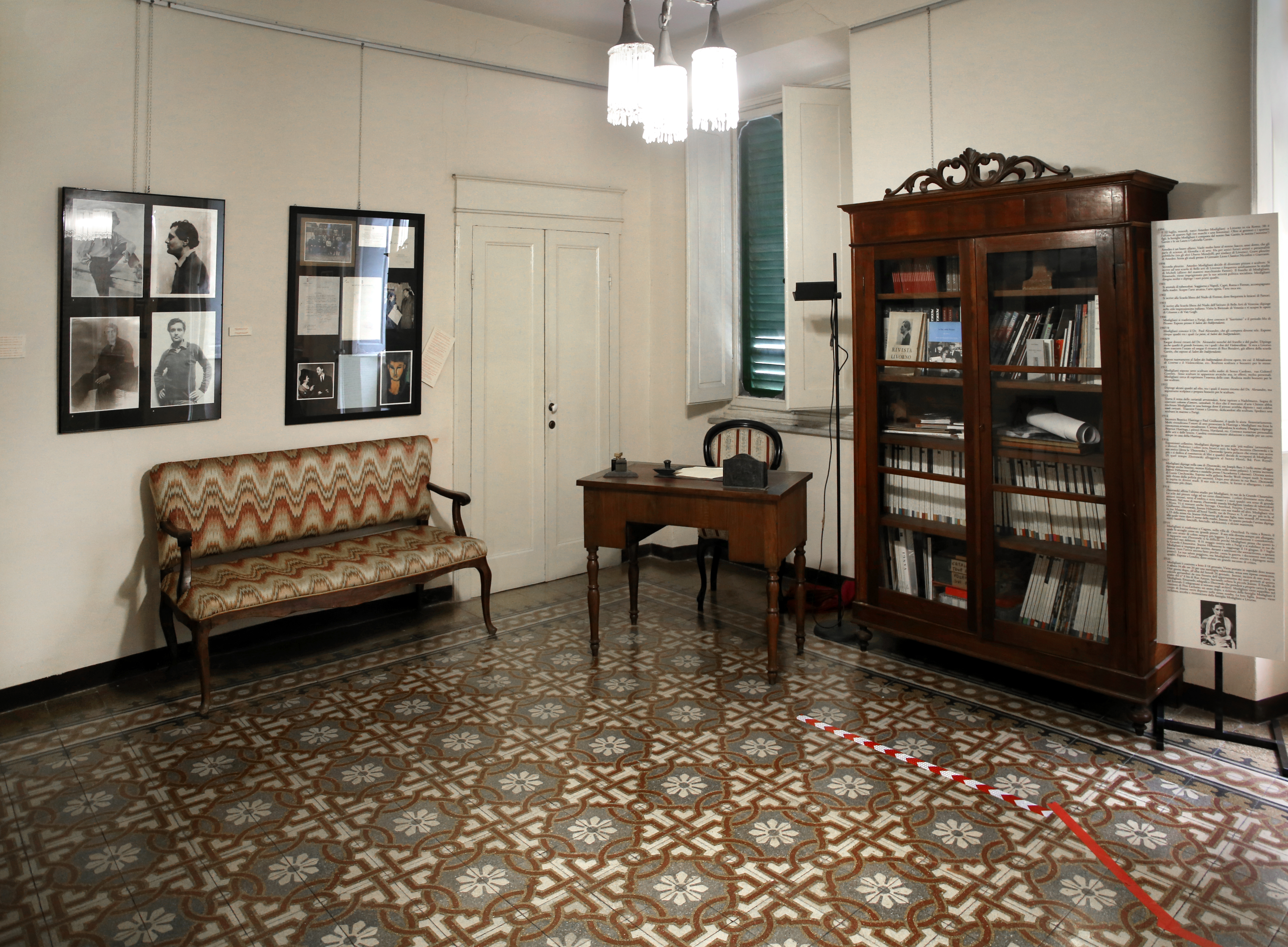
Interno
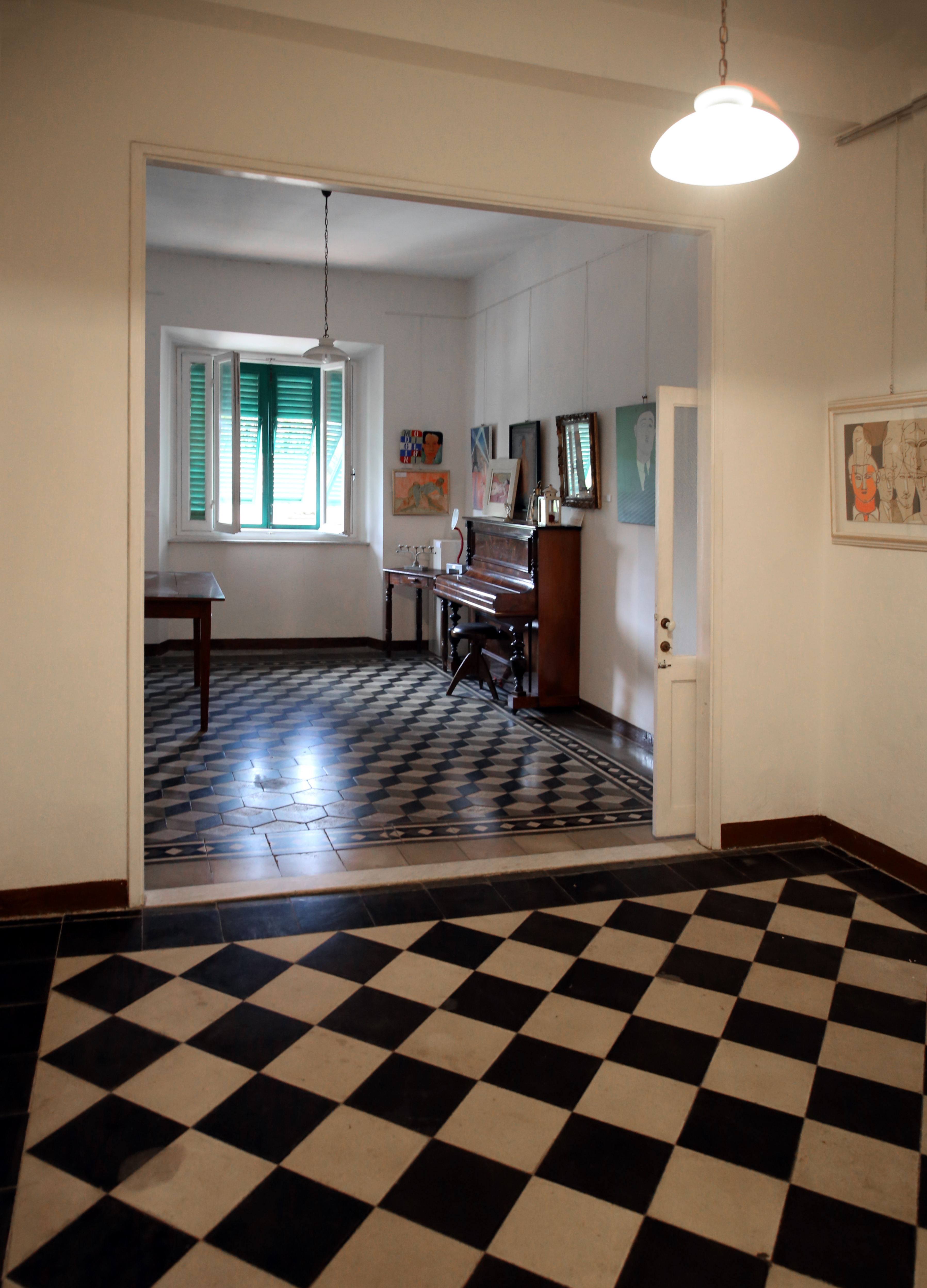
Interno